# Tinzenite
La tinzenite è un minerale appartenente al gruppo dell'axinite. (un ciclosilicato); è la varietà manganesifera dell’axenite.
La tinzenite è un borosilicato di Calcio, Manganese e Alluminio. Il nome deriva dalla località svizzera in cui è stata scoperta, l'Alpe Parsettens nei pressi di Tinzen, nel Canton Grigioni.

## Morfologia
La tinzenite forma cristalli colonnari, in aggregati di cristalli prismatici, cristallizza nel sistema triclino. Il colore varia dal giallo limone all’aranciato fino al rosso. Per distinguere la tinzenite dall’axinite-(Mn), si può calcolare il diverso contenuto di calcio.

## Origine e giacitura
La tinzenite si trova nelle vene di quarzo, nelle vene stratiformi dei depositi di manganese o nelle pegmatiti. Si ritrova associata a quarzo, calcite, sursassite, piemontite, braunite, lindbergite, nelle fessure e cavità delle rocce granitiche.

## Località
La tinzenite è stata segnalata in varie località; la più famosa è Tinizong, vicino a Tinzen, nel cantone dei Grigioni in Svizzera.
In Liguria è stata trovata nella miniera "Molinello" di Ne (Genova), in Val Graveglia e a Cassagna, in Toscana a Vagli Sotto (Lucca). In Europa, si trova negli alti Pirenei in Occitania (Francia) e in Norvegia. È presente in Russia, in Giappone e in Nuova Zelanda. Negli Stati Uniti si trova in Arizona e in Nevada.

## Usi
Minerale d’interesse scientifico e collezionistico.